# 圣马里
圣马里（法語：Saint-Mary，法語發音：[sɛ̃ maʁi]）是法国夏朗德省的一个市镇，位于该省中北部偏东，属于孔福朗区。

## 地理
圣马里（45°49'58"N, 0°23'20"E）面积21.86 平方千米，位于法国新阿基坦大区夏朗德省，该省份为法国西部内陆省份，北起德塞夫勒省和维埃纳省，东临上维埃纳省，东南至多尔多涅省，南至多爾多涅省，西接滨海夏朗德省。
与圣马里接壤的市镇（或旧市镇、城区）包括：塞勒弗鲁安、博尼约尔河畔沙斯讷伊、莱潘、拉塔什、瓦朗克、瓦勒德博尼约尔。

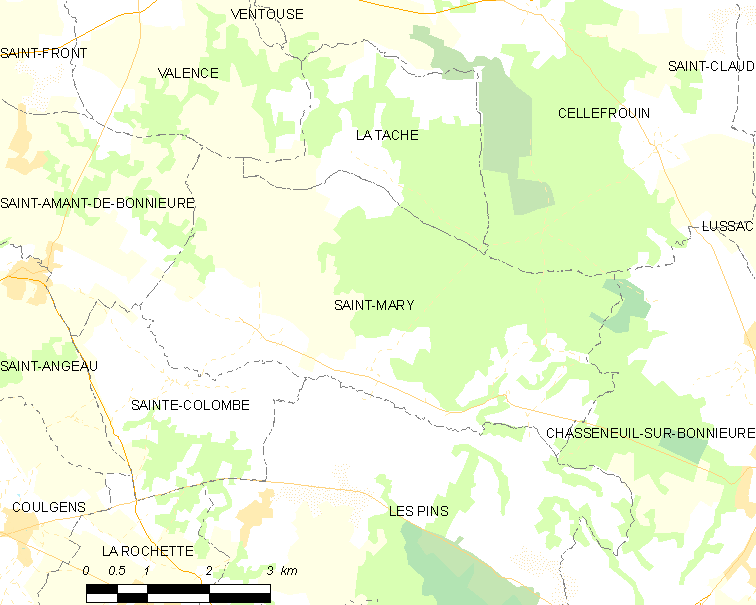
圣马里的OSM定位图

圣马里的时区为UTC+01:00、UTC+02:00（夏令时）。

## 行政
圣马里的邮政编码为16260，INSEE市镇编码为16336。

## 政治
圣马里所属的省级选区为夏朗德-博尼约尔县。

## 人口

1962-2008年间圣马里人口变化图示

圣马里于2022年1月1日时的人口数量为350人。